# Endre Kabos
Endre Kabos, född 5 november 1906 i Oradea, död 4 november 1944 i Budapest, var en ungersk fäktare.
Kabos blev olympisk guldmedaljör i sabel vid sommarspelen 1932 i Los Angeles och vid sommarspelen 1936 i Berlin.